# Campeonato Europeo de Ciclismo BMX de 2015
El XX Campeonato Europeo de Ciclismo BMX se celebró en Erp (Países Bajos) entre el 10 y el 12 de julio de 2015 bajo la organización de la Unión Europea de Ciclismo (UEC) y la Federación Neerlandesa de Ciclismo.
Las competiciones se realizaron en la pista de BMX FCC Wheels de la ciudad neerlandesa.

## Resultados
| Evento            | Oro                           | Plata                        | Bronce                        |
| ----------------- | ----------------------------- | ---------------------------- | ----------------------------- |
| Masculino (12.07) | Twan van Gendt · Países Bajos | Niels Bensink · Países Bajos | Quentin Caleyron Francia      |
| Femenino (12.07)  | Elke Vanhoof · Bélgica        | Simone Christensen Dinamarca | Laura Smulders · Países Bajos |

## Medallero
| Núm. | País         | Oro | Plata | Bronce | Total |
| ---- | ------------ | --- | ----- | ------ | ----- |
| 1    | Países Bajos | 1   | 1     | 1      | 3     |
| 2    | Bélgica      | 1   | 0     | 0      | 1     |
| 3    | Dinamarca    | 0   | 1     | 0      | 1     |
| 4    | Francia      | 0   | 0     | 1      | 1     |
|      | TOTAL        | 2   | 2     | 2      | 6     |